# 六甲街道
六甲街道是中国云南省昆明市官渡区下辖的一个街道。

## 行政区划
六甲街道下辖以下地区：
六甲社区、新一社区、新二社区、福保社区、小河咀社区、永胜社区、陈家社区、盘龙社区、金家社区、星海社区和海华社区。